# Латералност
Латералност је преференција коју већина људи или других живих организама исказује у оквиру своје врсте, нпр. коришћење десне руке.